# Videoensayo
Un videoensayo es un ensayo que utiliza la estructura de un video para presentar argumentos, persuadir, educar, analizar o criticar; a menudo de forma entretenida.     Un videoensayo permite a un individuo citar directamente películas, videojuegos, música u otros medios digitales, que de lo contrario serían imposibles de mostrar en la escritura tradicional.  Si bien muchos ensayos en video están destinados al entretenimiento, también pueden tener un propósito académico o político.   Este tipo de contenido suele describirse como entretenimiento educativo . 

## Popularidad
Si bien el medio tiene sus raíces en el mundo académico, su popularidad ha crecido dramáticamente con la llegada de las plataformas para compartir videos en línea como YouTube y Vimeo.  En 2021, se estrenó la serie de Netflix Voir con ensayos en vídeo centrados en películas como 48 Hrs y Lady Vengeance .  

## Videoensayistas notables
Los ejemplos     de videoensayistas y series citadas con frecuencia incluyen Every Frame a Painting (una serie sobre la gramática de la edición cinematográfica de Tony Zhou y Taylor Ramos)   y Lindsay Ellis (crítica de medios, crítica de cine, YouTuber y autora estadounidense anteriormente conocida como The Nostalgia Chick) que se inspiró en el trabajo de Zhou y Ramos.  Sitios web como StudioBinder, MUBI y Fandor también cuentan con escritores que aportan sus propios ensayos en vídeo. Uno de esos contribuyentes, Kevin B. Lee, ayudó a afirmar el estatus de los videoensayos como una forma legítima de crítica cinematográfica como videoensayista jefe de Fandor de 2011 a 2016.  Otros videoensayistas incluyen al cineasta coreano-estadounidense Kogonada, la estudiosa del cine británica Catherine Grant, el cineasta experimental estadounidense Mark Rappaport (conocido como el "padre del videoensayo moderno")    y la investigadora de medios francesa Chloé Galibert- Laîné. 
En 2017, Sight & Sound, la revista publicada por el British Film Institute (BFI), inició una encuesta anual de los mejores videoensayos del año. La encuesta de 2021 informó que el 38% de los ensayistas cuyos trabajos recibieron una nominación son mujeres (lo que implica un aumento del 5% respecto al año anterior), y que predominantemente los videoensayos están en inglés (95%). 
En 2020, la curadora Cydnii Wilde Harris, junto con Will DiGravio y Kevin B. Lee, realizaron una curaduría colaborativa para The Black Lives Matter Video Essay Playlist, destacando el potencial activista del medio.  Debido a que el formato del videoensayo es digerible, pero impactante emocionalmente, y puede crearse sin requerir equipos costosos, ha servido como una herramienta crucial para cineastas y organizadores comunitarios que han sido marginados de la crítica cinematográfica y la producción de medios convencionales. 

### Ensayos en vídeo notables
- Frames and Containers ( Charlie Lynne, 2017) [14]
- From the Journals of Jean Seberg ( Mark Rappaport, 1995) [25]
- No soy tu negro ( Raoul Peck, 2016) [14]
- Line Goes Up – The Problem With NFTs  (Dan Olson, 2022) [26]
- Los Angeles Plays Itself ( Thom Andersen, 2003) [27] [28] [29]
- Rock Hudson's Home Movies (Mark Rappaport, 1992) [25]
- Writing Desire ( Ursula Biemann, 2000) [30]

## Uso académico
Los académicos, especialmente en lo que respecta al cine, consideran que los videoensayos son excelentes para la crítica y el análisis.  Estos también creen que los videoensayos son una excelente manera para que los estudiantes exploren la creatividad mientras transitan estas situaciones académicas.  Los profesores han descubierto que los estudiantes obtienen muchos beneficios y se convierten en mejores escritores después de aprender a realizar ensayos en vídeo.  
En 2014, se creó una nueva revista académica revisada por pares, [in]Transition, para tener una plataforma para trabajos videográficos académicos y ensayos en video. [en ] Transition es un proyecto de colaboración entre MediaCommons y la publicación oficial de la Sociedad de Cine y Estudios de Medios, Journal of Cinema & Media Studies . El objetivo de [In]Transición es reforzar el trabajo videográfico como un medio legítimo y válido para la erudición. 
Desde 2015, con una subvención del Fondo Nacional de Humanidades de Estados Unidos y el auspicio del Instituto de Verano de Artes Liberales Digitales de Middlebury, los profesores Jason Mittell, Christian Keathley y Catherine Grant han organizado un taller de dos semanas con el objetivo de explorar una variedad de enfoques utilizando imágenes en movimiento como lenguaje crítico y ampliando las posibilidades expresivas disponibles para los estudiosos innovadores de las humanidades. Cada año, al taller asisten 15 académicos que trabajan en estudios de cine y medios o un campo relacionado, cuyos objetos de estudio involucran medios audiovisuales, especialmente cine, televisión y otros nuevos medios digitales. 
En 2018, la Universidad Carlos III de Madrid comenzó Tecmerin: Revista de Ensayos Audiovisuales  como otra publicación académica revisada por pares dedicada exclusivamente a la crítica videográfica. El mismo año, Will DiGravio lanzó el Video Essay Podcast, que incluye entrevistas con destacados videoensayistas. 
En 2021 el proyecto de investigación Video Essay: Futures of Audiovisual Research and Teaching, financiado por la Fundación Nacional Suiza para la Ciencia, dirigido por el estudioso de los medios y videoensayista Johannes Binotto, con Chloé Galibert-Laîné, Oswald Iten y Jialu Zhu como investigadores principales.